# رودولف مات
رودولف مات (بالألمانية: Rudolph Matt)‏ هو متزحلق جبال الألب وممثل نمساوي، ولد في 10 سبتمبر 1909 في النمسا، وتوفي بنفس المكان في 18 نوفمبر 1993.

## وصلات خارجية
- رودولف مات على موقع الاتحاد الدولي للتزلج (التزلج على المنحدرات الثلجية) (الإنجليزية)

- رودولف مات على موقع IMDb (الإنجليزية)